# Parallelia rectilimes
Parallelia rectilimes là một loài bướm đêm trong họ Erebidae.